# Phlogiellus inermis
Phlogiellus inermis là một loài nhện trong họ Theraphosidae.
Loài này thuộc chi Phlogiellus. Phlogiellus inermis được miêu tả năm 1871 bởi Ausserer.